# Attila Ábrahám
Attila Ábrahám (* 29. April 1967 in Kapuvár) ist ein ehemaliger ungarischer Kanute.

## Erfolge
Attila Ábrahám nahm zweimal an Olympischen Spielen teil, bei denen er große Erfolge erzielte. Bei seinem Olympiadebüt 1988 in Seoul trat er im Zweier-Kajak und im Vierer-Kajak an. Gemeinsam mit Ferenc Csipes, Sándor Hódosi und Zsolt Gyulay gewann er im Vierer-Kajak über 1000 Meter sowohl seinen Vorlauf als auch seinen Halbfinallauf. Im Finale verwiesen sie mit einer Rennzeit von 3:00,20 Minuten den sowjetischen Vierer um 1,2 Sekunden auf den zweiten Platz sowie das DDR-Boot mit 2,1 Sekunden auf Rang drei, womit Gyulay, Csipes, Hódosi und Ábrahám Olympiasieger wurden. Auf der 500-Meter-Strecke im Zweier-Kajak blieb Ábrahám mit Ferenc Csipes ebenfalls im Vorlauf und dem Halbfinallauf siegreich. Den Finallauf schlossen sie mit 1:34,32 Minuten hinter den siegreichen Neuseeländern Ian Ferguson und Paul MacDonald sowie Ihor Nahajew und Wiktor Denissow aus der Sowjetunion als Dritte ab und gewannen so die Bronzemedaille.
Bei den Olympischen Spielen 1992 in Barcelona gehörte Ábrahám erneut zum ungarischen Aufgebot im Vierer-Kajak. Über die 1000-Meter-Distanz qualifizierte er sich ein weiteres Mal als Erster seines Vorlaufs für das Halbfinale, in dem er mit Ferenc Csipes, László Fidel und Zsolt Gyulay als Zweiter hinter den Deutschen Mario von Appen, Oliver Kegel, Thomas Reineck und André Wohllebe den Einzug ins Finale schaffte. Dort waren die Deutschen erneut als einzige schneller als der ungarische Vierer, der mit 2:54,82 Minuten nur 74 Hundertstel Sekunden Rückstand auf den ersten Platz hatte. Zu den drittplatzierten Australiern hatten die Ungarn 2,1 Sekunden Vorsprung.
Zahlreiche Erfolge gelangen Ábrahám auch bei Weltmeisterschaften. So wurde er im Vierer-Kajak über 1000 Meter jeweils 1989 in Plowdiw, 1990 in Posen und 1991 in Paris Weltmeister. 1990 belegte er außerdem im Vierer-Kajak über 500 Meter den dritten sowie 1991 den zweiten Platz. Ein weiterer Titelgewinn gelang ihm dagegen 1989 im Zweier-Kajak. Mit Sándor Hódosi gewann er die Konkurrenz auf der 10.000-Meter-Strecke. Diesen Erfolg wiederholte er bei den Weltmeisterschaften 1993 in Kopenhagen, bei denen er diesmal mit Zsombor Borhi Weltmeister wurde. Im Vierer-Kajak gewann er 1993 zudem über 500 Meter die Bronze- und über 1000 Meter die Silbermedaille. Eine weitere Silbermedaille sicherte sich Ábrahám bei den Weltmeisterschaften 1995 in Duisburg, als er im Vierer-Kajak über 1000 Meter erneut den zweiten Platz belegte. Auf nationaler Ebene gewann Ábrahám im Zweier- und Vierer-Kajak auf verschiedenen Renndistanzen insgesamt 17 ungarische Meisterschaften.
1991 wurde er neben seinen drei Mannschaftskameraden des bei der WM siegreichen Vierer-Kajaks zu Ungarns Mannschaft des Jahres gewählt. Von 1998 bis 2014 war Ábrahám in verschiedenen Funktionen beim ungarischen Kanuverband tätig. Er ist verheiratet und hat drei Kinder.